# Zone archéologique du Cap Colonna
La Zone archéologique du Cap Colonna est un site archéologique national situé au Cap Colonna, près de Crotone (province de Crotone en Calabre). Elle est inscrite sur la liste des monuments nationaux italiens,.

## Historique
Les éléments archéologiques présents ne se limitent pas au sanctuaire dorique le plus connu dédié à Héra, qui fut le plus fréquenté aux époques classique et hellénistique, mais il s'agit d'un site avec des stratifications de différentes époques, depuis la préhistoire, avec une fréquentation italique jusqu'à la fondation de la colonie de Kroton. De nombreux vestiges remontent à l'époque romaine : d'abord à l'époque républicaine, une décennie après la fin de la deuxième guerre punique, fut établie ici la première colonie romaine de Crotone, puis la station de Lacenium à l'époque impériale.

## Le sanctuaire d'Héra Lacinia

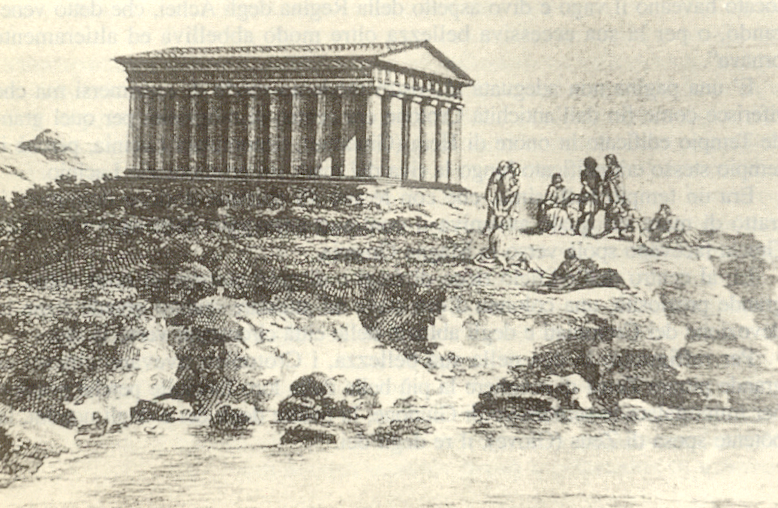
Le temple d'Héra Lacinia dans une estampe française du XVIIIe siècle.

Le sanctuaire d'Héra Lacinia (déesse de la religion grecque antique), dépendant de la ville de l'ancienne Crotone, fut l'un des sanctuaires les plus importants de la Grande-Grèce depuis l'époque archaïque (environ VIe  jusqu'au IVe siècle av. J.-C.), jusqu'à ce qu'il soit le siège de la Lega italiota (it) avant de se déplacer vers Tarente.

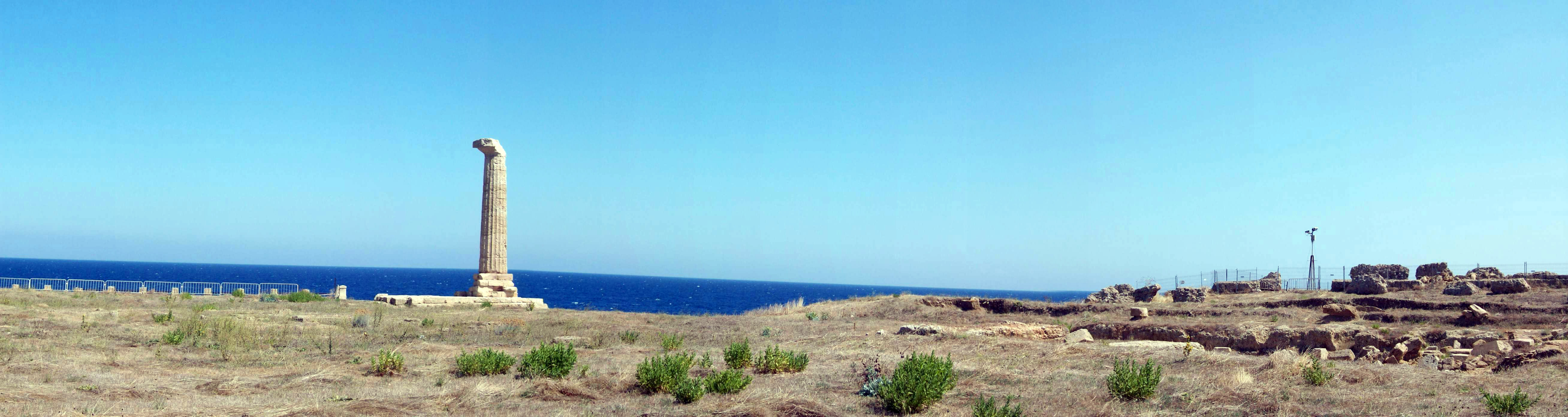
La zone archéologique du Cap Colonna.

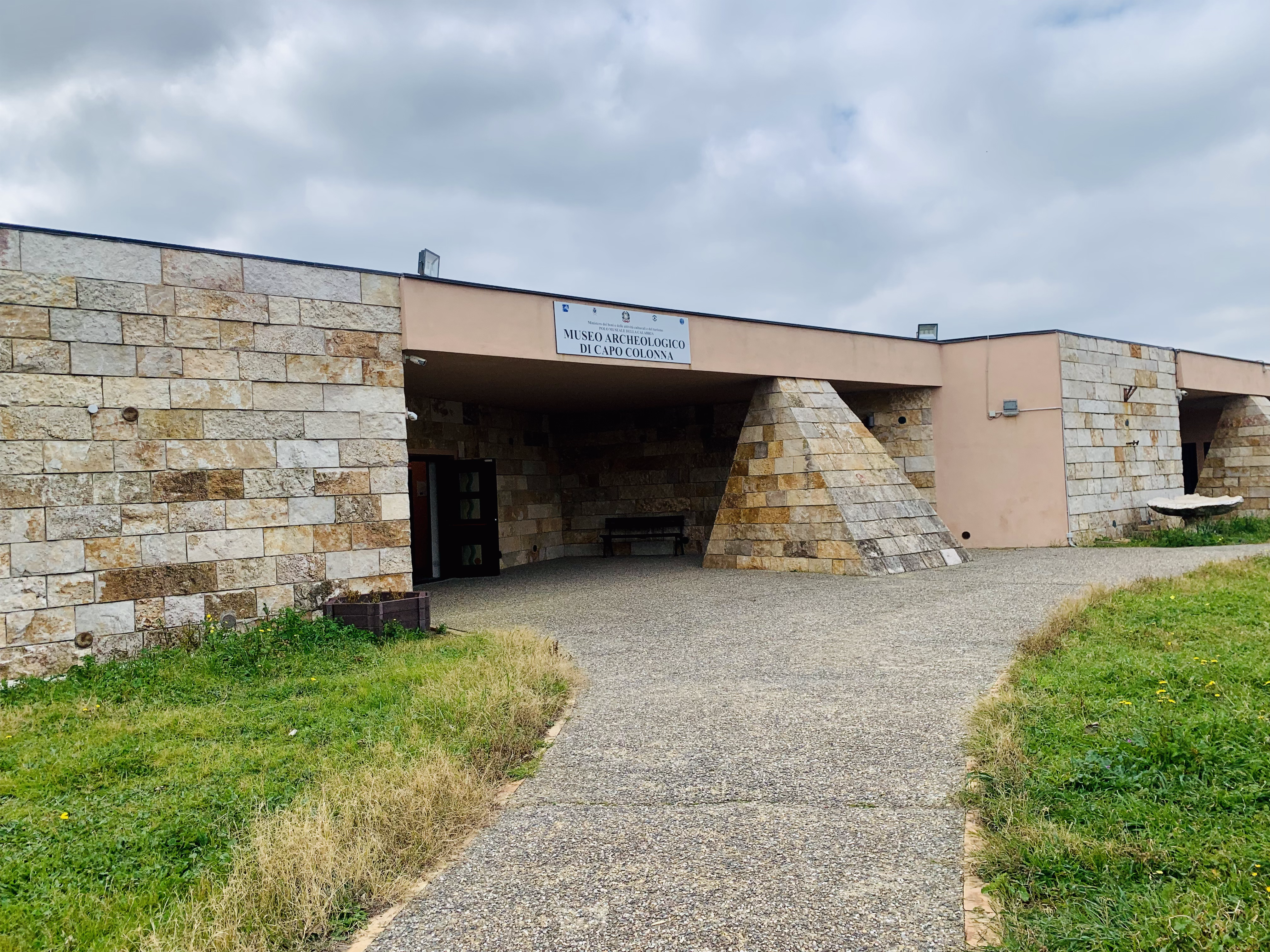
Le musée archéologique du Cap Colonna, inauguré en 2006.

Le site du sanctuaire se trouvait dans une position stratégique le long des routes côtières qui reliaient Tarente au détroit de Messine, sur un promontoire anciennement appelé Lacinion, qui donnait également l'épithète à la vénérée déesse Héra Lacinia. Le nom actuel rappelle cependant les ruines du temple (avec la dernière « colonne » debout), tandis que le nom utilisé jusqu'à l'époque moderne, Capo Nao, n'est autre qu'une contraction du grec naos, qui signifie temple.
Le sanctuaire a été construit à la fin du VIe siècle av. J.-C. et s'appelait également Hera Eleytheria, comme en témoigne une inscription sur la pierre de Lacinion, au Musée archéologique national de Crotone.
Entre les XVIe et XIXe siècles, il fut presque entièrement pillé pour réutiliser les matériaux de construction pour d'importants travaux publics : comme le Château de Charles Quint et les murailles défensives de la ville, puis pour la construction du Port.

## Description

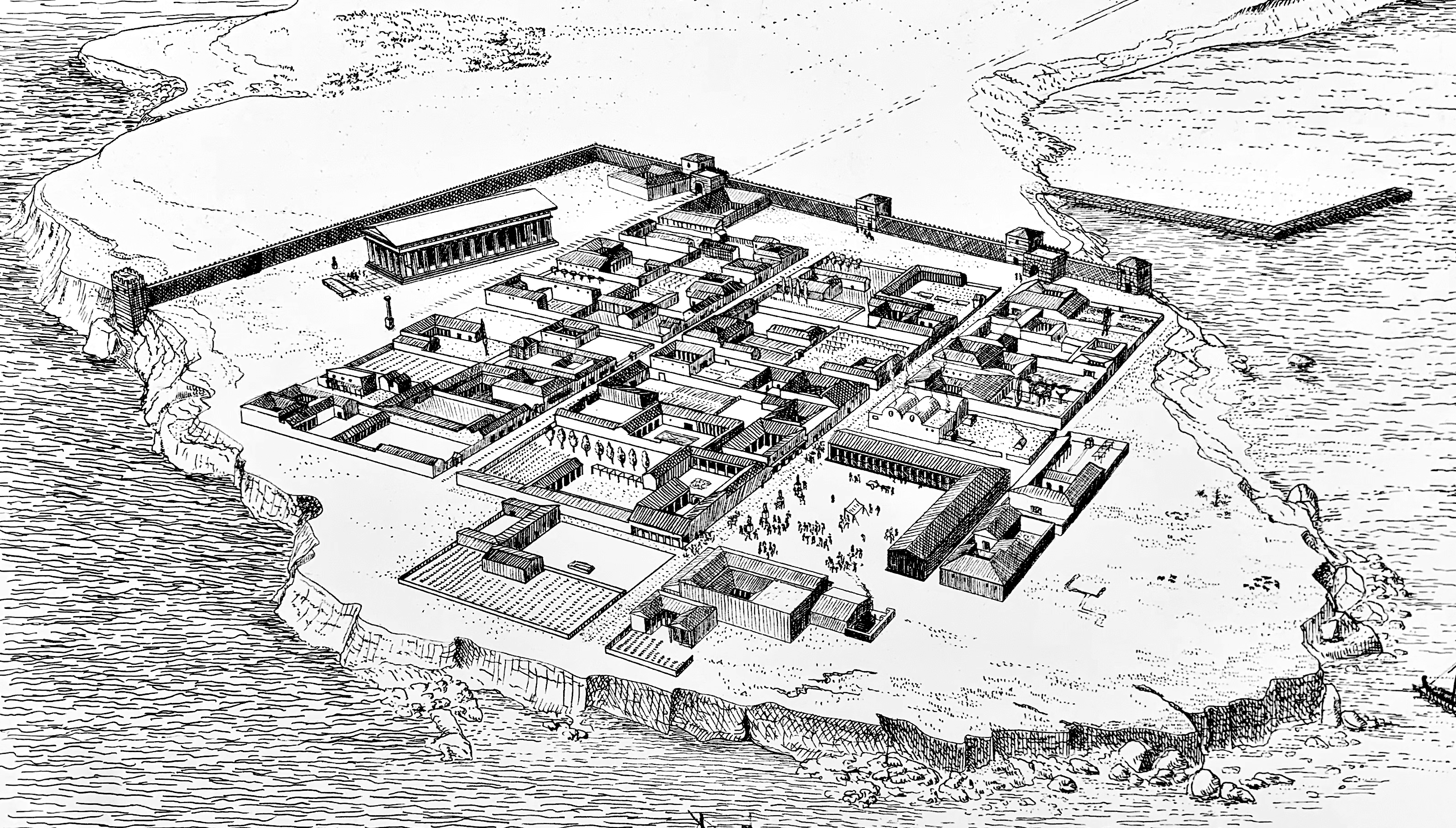
Plan probable du promontoire de Lacinia à l'époque romaine.

L'ensemble du Sanctuaire était composé de plusieurs bâtiments dont certains vestiges sont aujourd'hui visibles. Le temple lui-même, d'ordre dorique, avec six colonnes sur la façade (hexastyle) et quatorze sur les longs côtés, s'étendait vers la mer et avait la forme classique des temples grecs : un imposant complexe de 48 colonnes en style dorique style de plus de 8 m de haut et composé de huit tambours rainurés. Le toit était constitué de dalles de marbre et de tuiles en marbre de Paros. On ne sait rien des décorations qui étaient pourtant certainement présentes, comme le laisse penser la découverte d'une tête féminine en marbre grec et de quelques autres fragments. La colonne, de style dorique, était flanquée d'une autre colonne tombée à la suite d'un tremblement de terre jusqu'en 1638 et repose sur les quelques vestiges du puissant stylobate.
À proximité se trouve une Via Sacra d'une soixantaine de mètres et plus de 8 mètres de large.

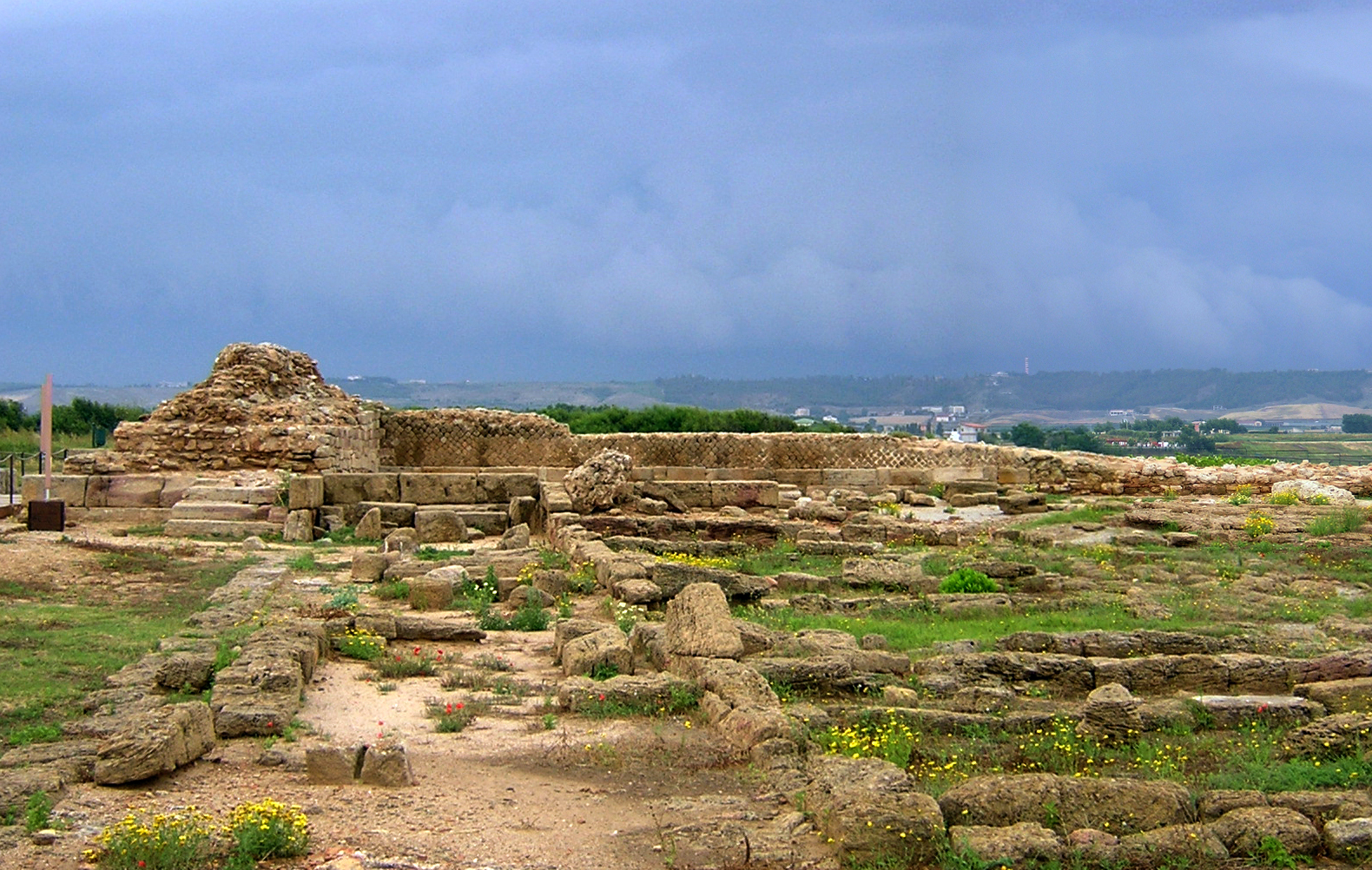
Autres découvertes visibles dans la zone archéologique.

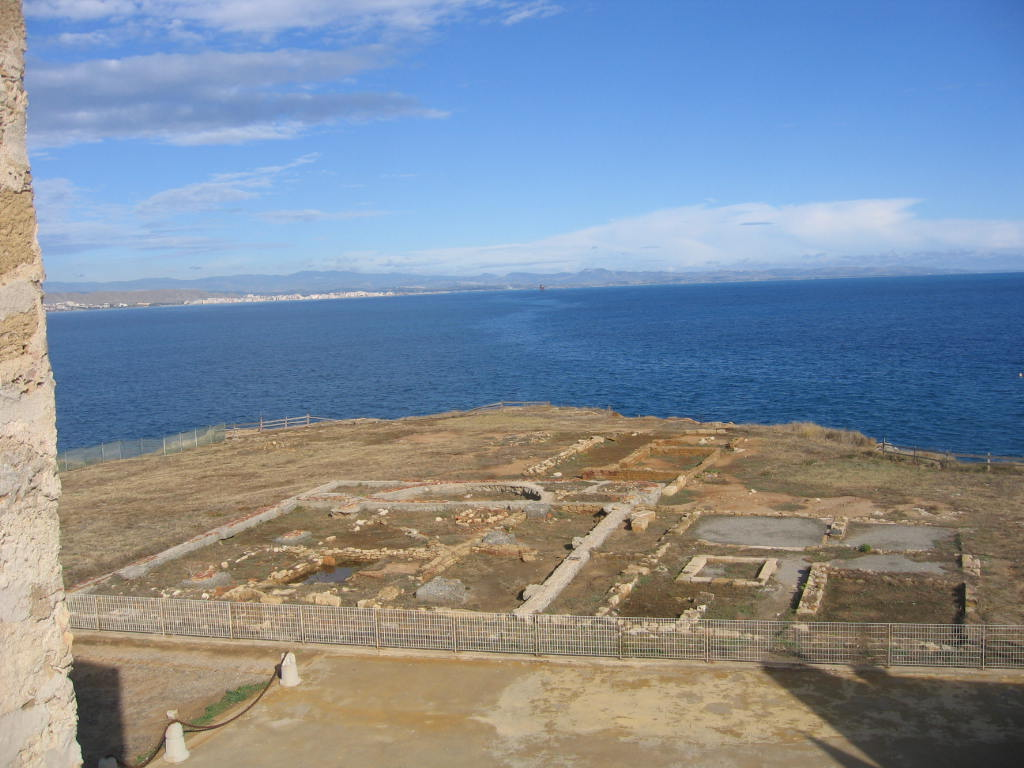
Vue des vestiges de bâtiments depuis la tour médiévale.

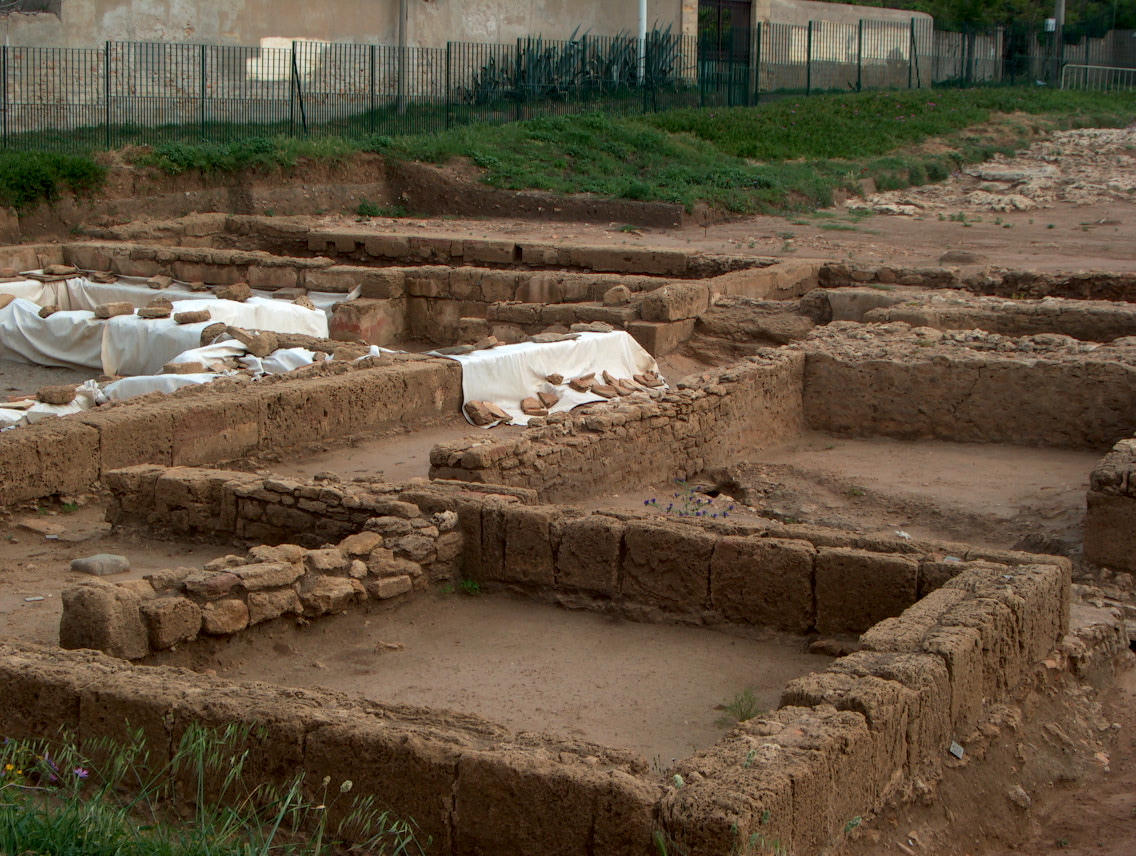
Fouilles archéologiques.

Au moins trois autres bâtiments appelés Bâtiment B, Bâtiment H et Bâtiment K appartiennent également au complexe du temple :
- Le bâtiment B, de plan rectangulaire, serait le temple d'origine. Cette thèse est étayée par des découvertes remontant au VIIIe siècle av. J.-C. ;
- Le bâtiment H, de plan carré, également appelé Hestiatorion (it) (Salle des banquets), est divisé en différentes pièces. La découverte du mobilier typique des salles dédiées aux repas peut laisser penser qu'il s'agissait du bâtiment de la cantine et de la buvette des voyageurs ainsi que des prêtres. En tout cas, la datation de ce bâtiment est placée au IVe siècle av. J.-C., alors que le temple avait déjà acquis une grande célébrité.
- Le bâtiment K, ou Katagogion (logement des visiteurs), remonte également au IVe siècle av. J.-C., a une forme en « L » et seules ses bases subsistent. On suppose qu'il s'agit d'une loggia de colonnes, également de style dorique, qui réunissait une série de pièces et une cour. C'était probablement la maison d'hôtes où les visiteurs importants pouvaient trouver logement, tandis que leurs compagnons devaient se contenter de bâtiments beaucoup moins raffinés et résistants.

Les fouilles archéologiques ont redécouvert une partie des décorations architecturales originales, en marbre grec et datant d'une phase de construction du Ve siècle av. J.-C., que l'on retrouve aujourd'hui à Crotone. Dans la capitale se trouvent également les restes du toit en marbre de Paros, à la suite de la victoire de Crotone sur Sybaris, et des ex-voto, souvent avec des inscriptions.

## Galerie

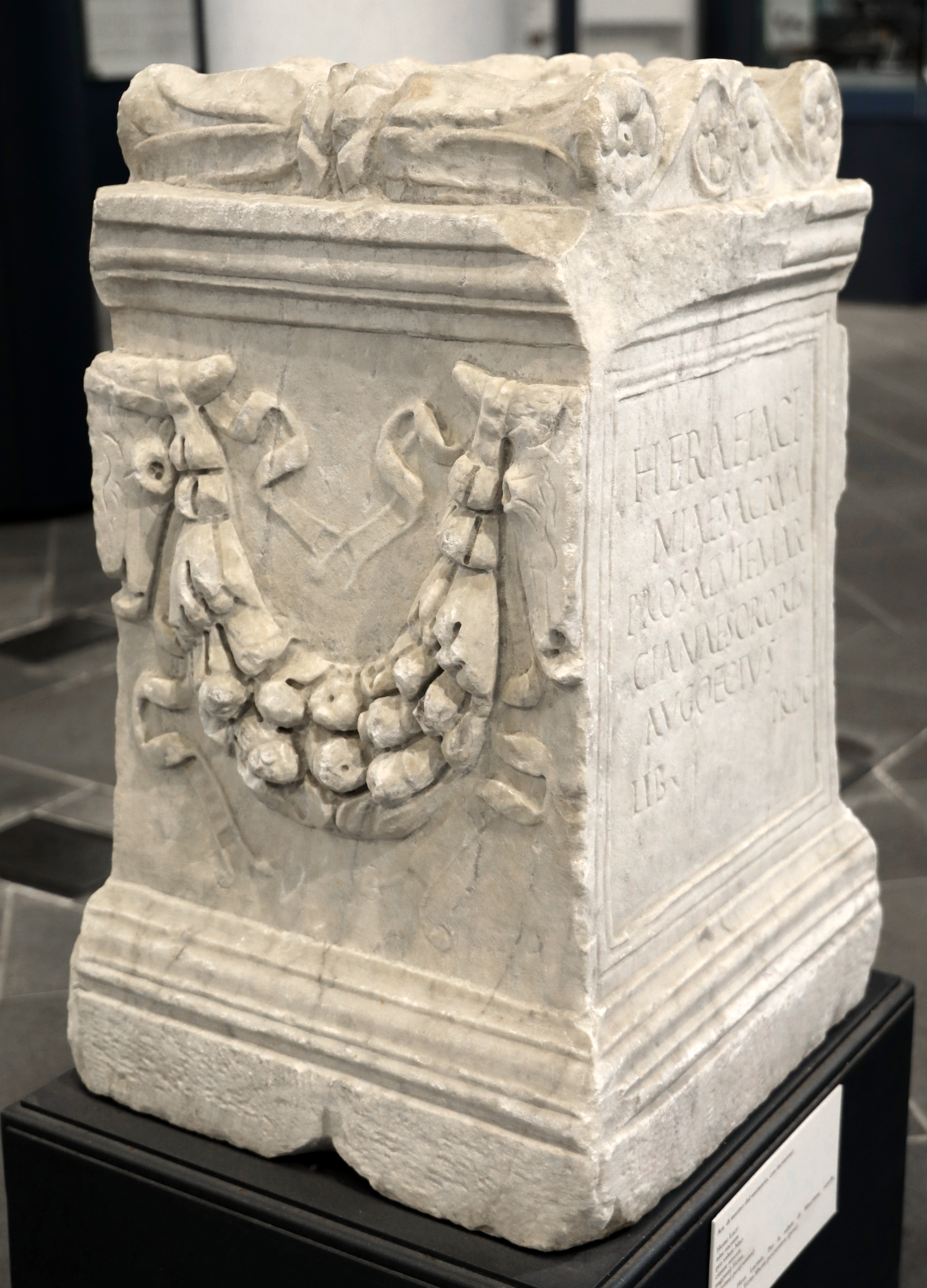
Stèle dédiée à Héra.
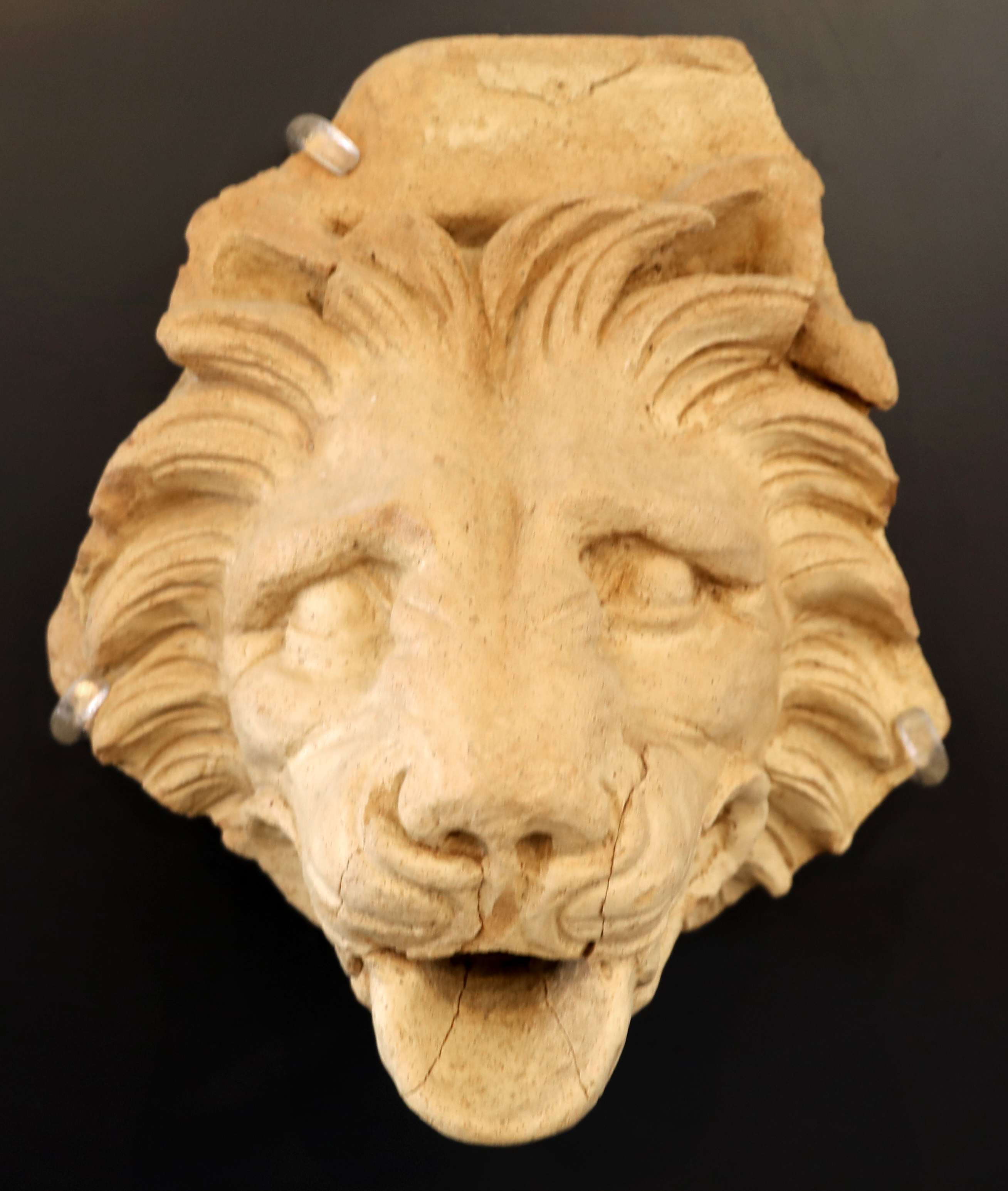
Terrecuite du sanctuaire d'Héra.
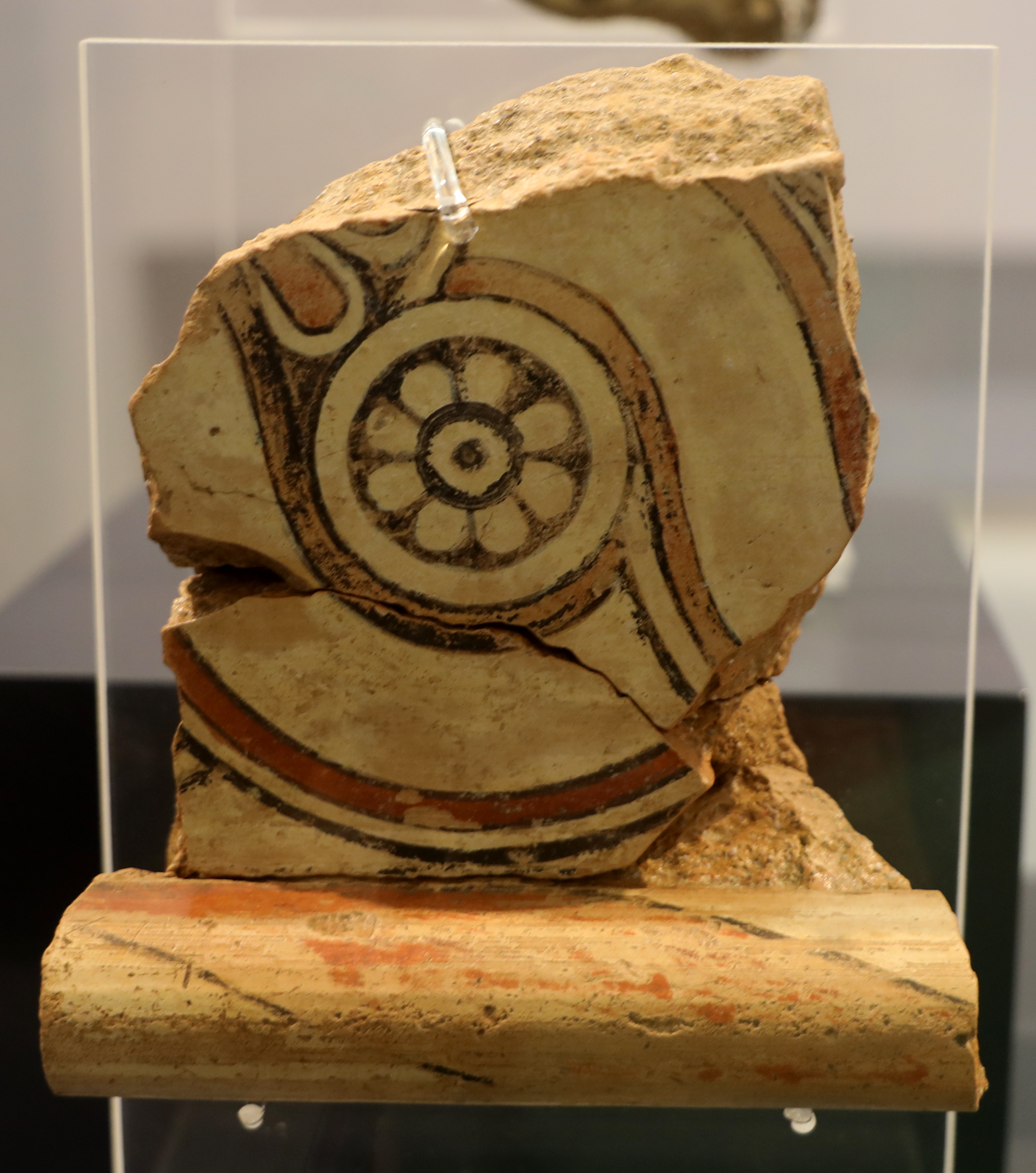
Fragment d'une dalle architecturalle.
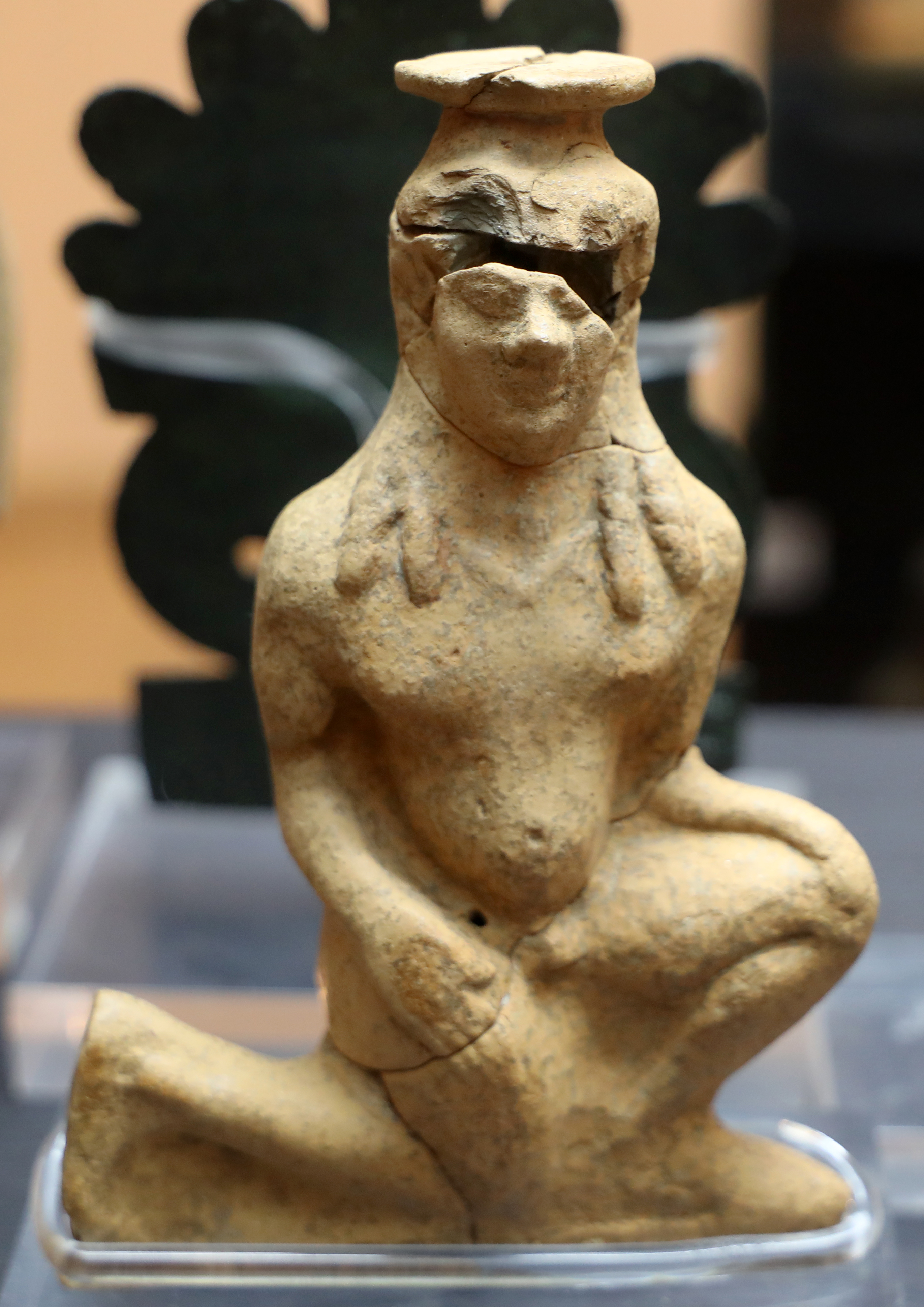
Statuette.
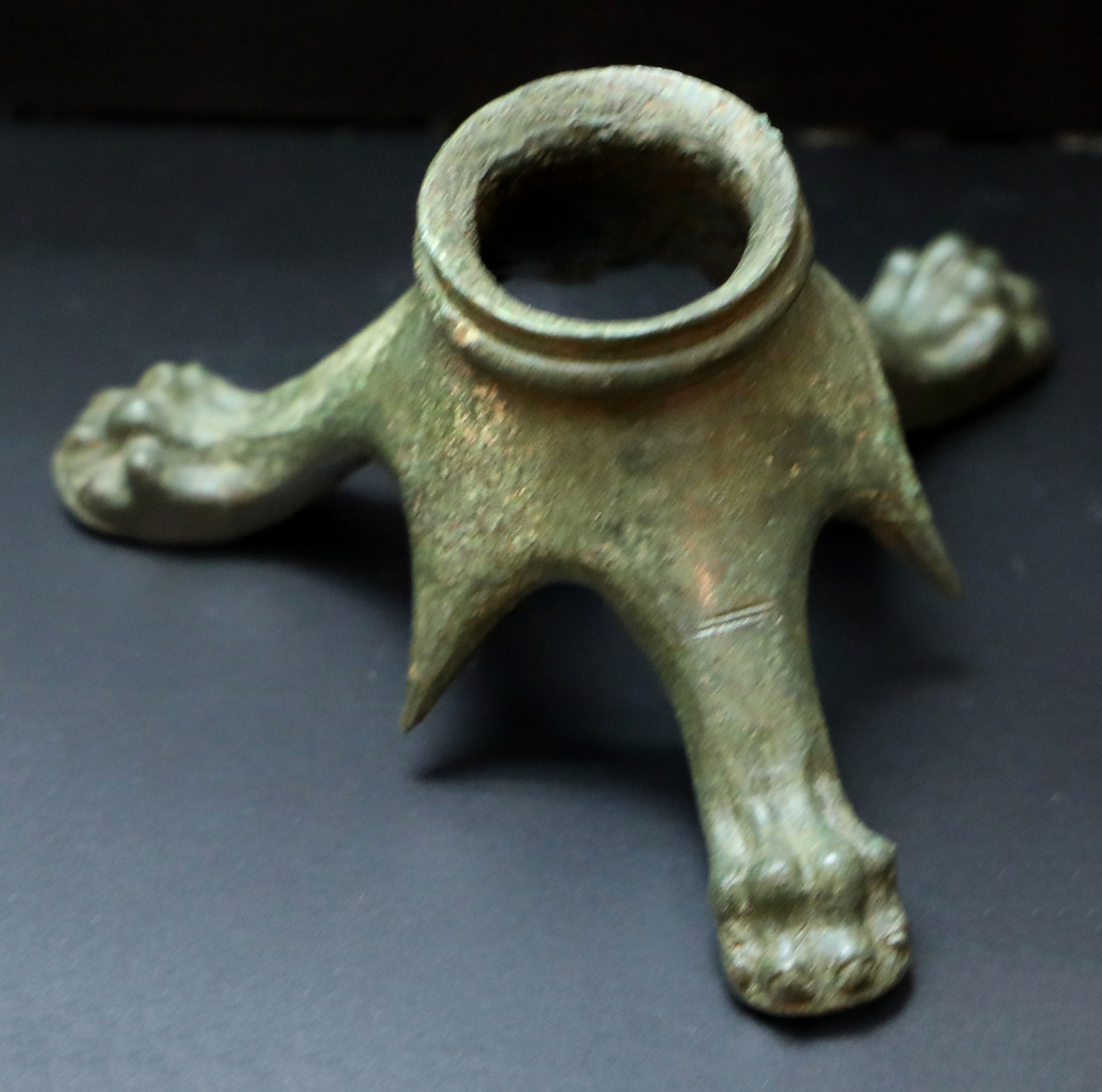
Tripode en bronze.